# Davîdkî, Korosten
Davîdkî (în ucraineană Давидки) este localitatea de reședință a comunei Davîdkî din raionul Korosten, regiunea Jîtomîr, Ucraina.

## Demografie
Componența lingvistică a localității Davîdkî
     Ucraineană (97,62%)
     Română (1,43%)
     Alte limbi (0,95%)
Conform recensământului din 2001, majoritatea populației localității Davîdkî era vorbitoare de ucraineană (97,62%), existând în minoritate și vorbitori de română (1,43%).